# Konstantin Borodin
Konstantin Pietrowicz Borodin (ros. Константин Петрович Бородин, ur. 17 grudnia?/30 grudnia 1909 w Sarapule, zm. ?) – radziecki działacz partyjny i państwowy.

## Życiorys
W 1934 ukończył technikum górnicze w Asbieście, następnie do 1936 służył w wojskach NKWD, po czym został kierownikiem kopalni. Należał do WKP(b), był sekretarzem komitetu partyjnego i kierownikiem kopalni w miejscowości Pyszma w obwodzie swierdłowskim. W 1943 został sekretarzem i następnie II sekretarzem Komitetu Rejonowego WKP(b) w Pyszmie, potem II sekretarzem Komitetu Miejskiego WKP(b) w Pyszmie, od 1949 do 1952 studiował w Wyższej Szkole Partyjnej WKP(b), po ukończeniu której do 1954 pracował jako instruktor KC WKP(b)/KPZR. Od 1954 do 1960 był I sekretarzem Komitetu Miejskiego KPZR w Ust-Kamienogorsku, w styczniu 1960 został sekretarzem i później II sekretarzem Komitetu Obwodowego KPK w Aktiubińsku, od stycznia 1963 do maja 1964 był przewodniczącym Komitetu Wykonawczego Aktiubińskiej Wiejskiej Rady Obwodowej. Od maja do grudnia 1964 był przewodniczącym Komitetu Kontroli Partyjno-Państwowej Zachodniokazachstańskiego Komitetu Krajowego KPK i Komitetu Wykonawczego Zachodniokazachstańskiej Rady Krajowej, od grudnia 1964 do 1972 ponownie był sekretarzem Komitetu Obwodowego KPK w Aktiubińsku, następnie przeszedł na emeryturę.

## Odznaczenia
- Order Czerwonego Sztandaru Pracy (dwukrotnie)
- Order Czerwonej Gwiazdy
- Order „Znak Honoru” (dwukrotnie)